# Associazione britannica per l'avanzamento della scienza
L'Associazione britannica per l'avanzamento della scienza (British Association for the Advancement of Science) o Associazione britannica per la scienza (British Science Association, un tempo nota come BA), è una società scientifica con l'obiettivo di promuovere la scienza, indirizzare l'attenzione pubblica sui temi scientifici e facilitare l'interazione tra gli operatori scientifici. L'adesione è aperta a tutti.

## Storia

### Fondazione
Fu fondata nel 1831 e modellata sulla tedesca Gesellschaft Deutscher Naturforscher und Ärzte. Il primo promotore (che è considerato come il fondatore) fu il reverendo William Vernon Harcourt, seguendo un suggerimento di sir David Brewster, che era deluso dall'atteggiamento elitario e conservatore della Royal Society. Un altro fondatore fu J. F. W. Johnston. La prima riunione si tenne a York (presso il Museo dello Yorkshire) martedì 27 settembre 1831 con vari documenti scientifici che vennero presentati nei giorni seguenti. Fu presieduta da lord Milton, presidente della Società filosofica dello Yorkshire, e vi parteciparono "più di 300 gentiluomini".. Il Preston Mercury registrò che quelli riuniti erano costituiti da "persone distinte di varie parti del regno, insieme a parecchi della piccola nobiltà dello Yorkshire e ai membri delle società di filosofi di questo paese". Questo giornale pubblicò i nomi di oltre cento che partecipavano e questi includevano, tra gli altri, diciotto ecclesiastici, undici dottori, quattro sir, due visconti e un lord.
Da quella data si tenne annualmente una riunione in un luogo scelto nella riunione precedente. Nel 1832, ad esempio, la riunione si tenne a Oxford, presieduta dal reverendo dottor William Buckland. A questo stadio l'Associazione aveva quattro sezioni: fisica (che comprendeva matematica e arti meccaniche), chimica (che includeva mineralogia e arti chimiche), geologia (che includeva geografia) e storia naturale.
Uno dei più famosi eventi legati alla riunione dell'Associazione fu uno scambio tra Thomas Henry Huxley e il vescovo Samuel Wilberforce nel 1860 (si veda il dibattito sull'evoluzione a Oxford del 1860). Benché sia spesso descritto come un "dibattito", lo scambio avvenne dopo la presentazione di un documento del professor Draper di New York, sullo sviluppo intellettuale dell'Europa in relazione alla teoria di Darwin (uno dei numerosi documenti scientifici presentati durante la settimana) e la successiva discussione coinvolse numerosi altri partecipanti (benché Wilberforce e Huxley fossero dominanti). Benché un numero di giornali facessero riferimenti passeggeri allo scambio, fu soltanto in seguito che gli fu riconosciuta maggiore rilevanza nel  dibattito sull'evoluzione.
Ironicamente, forse la più importante influenza dell'Associazione sulla scienza fu nel 1878 quando un comitato dell'Associazione fece una raccomandazione contro la costruzione della macchina analitica di Charles Babbage.
L'Associazione fu parodiata dal romanziere inglese Charles Dickens come La Società di Mudfog per l'avanzamento di tutto nelle Cronache di Mudfog (1837-38).

### Festival annuale della Scienza
L'enfasi maggiore dell'Associazione negli ultimi decenni è stata sulla comprensione pubblica della scienza. La sua riunione annuale, ora chiamata il Festival britannico della scienza (British Science Festival), è la più grande vetrina pubblica per la scienza nel Regno Unito e attira moltissima attenzione dei media. Si tiene presso università britanniche ai primi di settembre per una settimana, con visite ad attrazioni culturali locali legate alla scienza. Il Festival del 2010, tenutosi a Birmingham con l'Università Aston come università associata capofila, aveva come attrazione principale un evento burla: lo svelamento del Dulcis foetidus, una pianta immaginaria che si asseriva emettesse un odore pungente. Si trattava di un esperimento sulla mentalità gregaria, nel quale alcuni membri del pubblico sono stati indotti a credere di poterlo sentire.

### Conferenza sulla comunicazione nella scienza
L'Associazione tiene ogni anno una Conferenza sulla comunicazione nella scienza (Science Communication Conference), la più grande del Regno Unito, che tratta i temi chiave affrontati dai comunicatori scientifici. Ogni anno essa riunisce 350 delegati impegnati nella divulgazione pubblica: educatori scientific, comunicatori dei centri della scienza, giornalisti, scienziati e responsabili della politica. Nel 2010 la Conferenza si è tenuta il 24 e il 25 maggio a King's Place (Londra).

### Settimana nazionale della scienza e dell'ingegneria
Oltre al Festival della scienza, l'Associazione organizza la Settimana nazionale della scienza e dell'ingegneria del Regno Unito (National Science and Engineering Week), un'opportunità per persone di tutte le età di farsi coinvolgere in attività della scienza, dell'ingegneria e della tecnologia.
L'Associazione ha anche un programma per i giovani, che cerca di coinvolgere nella scienza gli studenti delle scuole al di là dei programmi scolastici, e di incoraggiarli a prendere in considerazione un'istruzione superiore e delle carriere nel settore scientifico.

### Cambio di nome
Nel 2009 l'Associazione assunse un nuovo marchio e ora usa il nome commerciale di Associazione britannica per la scienza (British Science Association) invece che la BA.. Il nuovo nome è spesso abbreviato in BSA nei media, ma questa prassi non è incoraggiata dall'Associazione.

## Presidenti recenti dell'Associazione britannica per la scienza
- 2009-10: Robert May
- 2007-08: David King
- 2006-07: John Browne
- 2005-06: Frances Cairncross
- 2004-05: Robert Winston
- 2003-04: Julia Higgins
- 1993-94: Anne McLaren
- 1980-81: Edward Windsor, duca di Kent
- 1979-80: Frederick Dainton.

## ExMedia Fellows(associati nei mezzi di comunicazione)
- 1996: Professor Steve Molyneux, BBC Tomorrow's World
- 2009: Dr. Rosie Chance, BBC Countryfile
- 2009: Dr. Sudeep Chand, BBC Radio
- 2009: Dr. Simon Choppin, The Guardian
- 2009: Ms. Lori Frater, BBC Wales
- 2009: Dr. Kate Mandeville, The Times
- 2009: Prof. Pat Monaghan, The Scotsman
- 2009: Prof. Jeremy O'Brien, The Irish Times
- 2009: Dr. Griet Scheldeman, BBC Radio
- 2009: Dr. David Schley, Times Higher Education
- 2009: Dr. Mark Sergeant, Mirror & Science Media Centre
- 2009: Dr. Fiona Tomkinson, Nature.

### Filmati video
- Canale You Tube della British Science Association, su youtube.com.

| Controllo di autorità | VIAF (EN) 104454592 · ISNI (EN) 0000 0000 9653 5165 · LCCN (EN) n79061284 · GND (DE) 16003358-5 · BNF (FR) cb10112144x (data) · J9U (EN, HE) 987007259150105171 |